# EUPHORIA-ユーフォリア-
EUPHORIA（ユーフォリア）は日本の4人組男装アイドルグループ。ケイダッシュステージ所属。レーベルはインペリアルレコード。
2021年11月14日に開催された「EUPHORIA FINAL LIVE～Dia Felice～」を持って活動終了した。

## 概要
イケメン女子新プロジェクトとして発足した、男装アイドル総合エンタテイメントプロジェクトdreamBoat所属の4人組王子様系男装アイドルグループ。
グループ名には、多幸感・幸福感で関わる人みんなを幸せに包むという願いが込められている。なお、公式表記はEUPHORIAである。
メンバーはイケメン女子プロジェクト大改革として、活動を終了したAXELL、little HOOPのメンバーにより構成されている。
活動開始前については「AXELL」、「little  HOOP」の項を参照のこと。
活動終了後については「BOP」の項を参照のこと。

## メンバー
| 名前     | なまえ         | 愛称     | 生年月日      | 年齢 | 出身地 | 血液型 | 色 | 特技         | 備考                                                               |
| -------- | -------------- | -------- | ------------- | ---- | ------ | ------ | -- | ------------ | ------------------------------------------------------------------ |
| 翔咲心   | とさきこころ   | こころん | 2000年9月14日 | 24歳 | 東京都 | A      | 黄 | ヴァイオリン | 甘党でちょっと天然気質 アイマス好き（担当は如月千早）              |
| 海憧乙綺 | かいどういつき | いっくん | 1999年7月13日 | 25歳 | 群馬県 | B      | 緑 | ダンス       | グループのムードメーカー 家族で大の永ちゃんファン スラムダンク好き |

### 旧メンバー
| 名前       | なまえ         | 愛称     | 生年月日      | 年齢 | 出身地 | 血液型 | 色 | 加入日       | 卒業日         | 特技             | 備考                                                                |
| ---------- | -------------- | -------- | ------------- | ---- | ------ | ------ | -- | ------------ | -------------- | ---------------- | ------------------------------------------------------------------- |
| 詩織叶逢   | うたおりとあ   | うたくん | 1998年7月3日  | 26歳 | 埼玉県 | A      | 赤 | 2019年3月1日 | 2021年11月14日 | 歌               | グループ最年長 EUPHORIAの大黒柱 ハロプロオタク                      |
| 碧井湊都   | あおいみなと   | 湊都様   | 2001年2月3日  | 24歳 | 香川県 | B      | 青 | 2019年3月1日 | 2021年11月14日 | 空手 (黒帯)      | 仏像好き（特に好きな仏像は伎芸天像） 空手で四国大会優勝の経験を持つ |
| 世梨沢伊織 | せりざわいおり | いお     | 2002年3月16日 | 23歳 | 山梨県 | A      | 紫 | 2019年3月1日 | 2019年9月28日  | ドラム、コスプレ | グループ最年少でありながら最高身長（168cm）の持ち主                 |

## 来歴
2019年
- 3月1日、詩織叶逢・翔咲心・碧井湊都・世梨沢伊織・海憧乙綺の5人で活動することが発表された。
- 4月7日、「dreamBoat convention 2019」にて初披露された。同ライブにて8月28日にテイチクレーベルよりメジャーデビューすることが発表された。
- 8月28日、「NEW HORIZON」でメジャーデビューを果たした。
- 9月19日、公式ブログにて世梨沢伊織が9月28日の「EUPHORIA 世梨沢 伊織 卒業イベント in マルイ」をもって卒業することが発表された。
- 9月28日、池袋マルイにて行われた「EUPHORIA 世梨沢 伊織 卒業イベント in マルイ」をもって世梨沢伊織が卒業した。
- 12月2日、「EUPHORIA OFFICIAL FAN CLUB」開設。
- 12月13日、YouTubeにてEUPHORIAチャンネルを開設するとともに「熱烈LOVE!!」のカップリング曲「冬色イルミネーション」のMVを公開した[1]。
- 12月14日、静岡マルイにて東京力車とコラボイベント開催。

2020年
- 1月15日、「熱烈LOVE!!」が1月20日付オリコン週間シングルランキングで6位を獲得し初のトップ10入りを果たす[2]。
- 10月10日、代官山LOOPにて初のワンマンライブ「EUPHORIA LIVE 2020 ～Episode 1～」を開催。

2021年
- 7月1日、インターネット番組「ゆーふぉりあの秘密基地」にて詩織叶逢が同年11月14日のワンマンライブを持って卒業することを発表した[3]。
- 10月6日、公式サイトにて今後の活動について話し合いを重ねていく中、11月14日のワンマンライブを以てグループとしての活動を終了することを発表した。また、既に卒業を発表している詩織叶逢に加え、碧井湊都も11月14日をもって活動を終了し、翔咲心と海憧乙綺は新しいメンバーを加え新グループとして活動をしていく旨を発表した[4]。
- 11月14日、「EUPHORIA FINAL LIVE～Dia Felice～」を持って活動終了した。また、新グループ名「BOP」と新メンバーが発表された。

## 作品

### シングル
| # | 発売日        | タイトル           | 楽曲制作                                             | 順位 |
| - | ------------- | ------------------ | ---------------------------------------------------- | ---- |
| 1 | 2019年8月28日 | NEW HORIZON        | 作詞：阿久津健太郎 作曲：阿久津健太郎 編曲：佐久間誠 | 17位 |
| 2 | 2020年1月8日  | 熱烈LOVE!!         | 作詞：伊秩弘将 作曲：林田健司 編曲：DANCE☆MAN        | 06位 |
| 3 | 2020年6月24日 | 桜色の旅立ち       | 作詞：伊秩弘将 作曲：伊秩弘将 編曲：佐久間誠         | 14位 |
| 4 | 2020年9月30日 | 本気でアイラブユー | 作詞：阿久津健太郎 作曲：阿久津健太郎 編曲：佐久間誠 | 18位 |
| 5 | 2021年2月17日 | Be my lover        | 作詞：橋口洋平 作曲：伊秩弘将 編曲：佐久間誠         | 14位 |

### アルバム
| # | 発売日         | タイトル | 順位 | 備考 |
| - | -------------- | -------- | ---- | ---- |
| 1 | 2021年08月25日 | EUPHORIA | 28位 |      |

### タイアップ
| 楽曲         | タイアップ                                     |
| ------------ | ---------------------------------------------- |
| NEW HORIZON  | テレビ埼玉『HOT WAVE』8月度エンディングテーマ  |
| 熱烈LOVE!!   | テレビ埼玉『HOT WAVE』12月度エンディングテーマ |
| 桜色の旅立ち | フジテレビ『Tune』4月度エンディングテーマ      |

## ライブ・イベント

### ライブ
| 2019年   | 2019年                    | 2019年               | 2019年 | 2019年                    |
| 公演日   | 公演名                    | 会場                 | 公演数 | 備考                      |
| -------- | ------------------------- | -------------------- | ------ | ------------------------- |
| 04月7日  | dreamBoat convention 2019 | 渋谷ストリームホール | 1回    | 「dreamBoat」初のイベント |
| 10月06日 | #だんぱら_フェス          | 渋谷ストリームホール | 2回    | 2部をニコ生で放送         |

| 2020年   | 2020年                                                       | 2020年                | 2020年 | 2020年 |
| 公演日   | 公演名                                                       | 会場                  | 公演数 | 備考 |
| -------- | ------------------------------------------------------------ | --------------------- | ------ | --- |
| 07月05日 | EUPHORIA episode 0 presented by dreamBoat                    | ニコニコ生放送        | 1回    | 事前に収録した「EUPHORIA」のLIVE映像の放送後、詩織叶逢、翔咲心が生実況配信に参加                                                  |
| 07月05日 | ael-アエル- 配信ライブ2020〜#111493〜 presented by dreamBoat | ニコニコ生放送        | 1回    | 事前に収録した「ael -アエル-」のLIVE映像の放送後、碧井湊都が生実況配信に参加                                                      |
| 07月05日 | 風男塾 LIVE 2020〜千里動風〜 presented by dreamBoat          | ニコニコ生放送        | 1回    | 事前に収録した「風男塾」のLIVE映像の放送後、海憧乙綺が生実況配信に参加                                                            |
| 08月01日 | #だんぱら_フェス2                                            | 神戸 ハーバースタジオ | 3回    | コロナウィルスの影響により4月18日予定だった公演の振替公演 キャパシティも見直され2回公演から3回公演に変更→無観客ライブ生配信に変更 |
| 08月10日 | #だんぱら_フェス2                                            | 渋谷ストリームホール  | 3回    | コロナウィルスの影響により4月25日予定だった公演の振替公演 キャパシティも見直され2回公演から3回公演に変更 ニコ生にて配信           |
| 10月10日 | EUPHORIA LIVE 2020 〜Episode 1〜                             | 代官山LOOP            | 2回    | |

| 2021年   | 2021年                                         | 2021年               | 2021年 | 2021年                                                                                    |
| 公演日   | 公演名                                         | 会場                 | 公演数 | 備考                                                                                      |
| -------- | ---------------------------------------------- | -------------------- | ------ | ----------------------------------------------------------------------------------------- |
| 01月24日 | EUPHORIA 2ndワンマンライブ 〜innocent clover〜 | 新宿club SCIENCE     | 2回    | ニコ生にて配信                                                                            |
| 05月08日 | EUPHORIA 3rdワンマンライブ 〜Playfullcolor〜   | 新宿club SCIENCE     | 2回    | 緊急事態宣言発令に伴い中止                                                                |
| 05月15日 | #だんぱら_フェス3                              | 渋谷ストリームホール | 2回    | ニコ生にて配信 翌日、各グループ2名参加によるライブを観ながらの実況配信が行われた レポート |
| 11月14日 | EUPHORIA 4thワンマンライブ〜Quartetto〜        | 渋谷DIVE             | 1回    |                                                                                           |
| 11月14日 | EUPHORIA FINAL LIVE〜Dia Felice〜              | 渋谷DIVE             | 1回    | EUPHORIAとしてのラストライブ レポート                                                     |

### 参加ライブ・フェス
| 2019年   | 2019年                                                                  | 2019年                 | 2019年 | 2019年              |
| 公演日   | 公演名                                                                  | 会場                   | 公演数 | 備考                |
| -------- | ----------------------------------------------------------------------- | ---------------------- | ------ | ------------------- |
| 10月31日 | アルティメットハロウィン2019                                            | Shibuya Tsutaya O-EAST | 1回    |                     |
| 11月11日 | Share Happiness 〜あなたのHappiness何本分?〜 TOHO gakuen presents 5days | 下北沢GARDEN           | 1回    |                     |
| 12月07日 | GIRLS♥GIRLS♥GIRLS @ AKIBAカルチャーズ劇場 Winter Girls 2019             | AKIBAカルチャーズ劇場  | 2回    | EUPHORIAは2部に出演 |

| 2020年   | 2020年                                      | 2020年                 | 2020年 | 2020年                               |
| 公演日   | 公演名                                      | 会場                   | 公演数 | 備考                                 |
| -------- | ------------------------------------------- | ---------------------- | ------ | ------------------------------------ |
| 01月08日 | シミズオクト presents「江夏フェス 2020 冬」 | Shibuya Tsutaya O-EAST | 1回    |                                      |
| 06月29日 | 池袋発!テレ東MixaLiveフェス#1               | PIA LIVE STREAM        | 1回    | 無観客オンラインライブ               |
| 07月26日 | MIRAI系アイドルTV 主催ライブ#05             | 恵比寿ガーデンホール   | 2回    | EUPHORIAは昼の部に出演 Zaikoにて配信 |
| 10月03日 | TOKYO IDOL FESTIVAL オンライン 2020         |                        | 1回    | EUPHORIAはIDOLSHOWCASEへの出演       |

### イベント
2019年
- 4月28日「PRIZMAX presents "EBi-Dunk!!" in 富士急ハイランド」場所：富士急ハイランド
- 5月21日「なんてたってハロプロライブvol.33」場所：TwinBox GARAGE（詩織）
- 7月14日「愛踊祭2019（関東・甲信越Bエリア）」場所：原宿ベルエポック美容専門学校
- 10月19日「渋谷音楽祭2019」場所：渋谷モディ1F店頭プラザ特設ステージ
- 12月25日「ニッポン放送 ラジオ・チャリティ・ミュージックソン 愛の泉 ＠WHITE KITTE」場所：「KITTE 丸の内」 WHITE KITTE 愛の泉ステージ
- 12月30日「ガールズ・ウォーク」場所：千葉・イオン幕張店
1部、2部に出演

2020年
- 1月10日「ふるさと祭り東京」場所：東京ドームシティー
- 1月18日「MODI PLAZA Fes.」場所：渋谷モディ店頭プラザ特設ステージ
- 6月25日「EUPHORIA 3rd Single「桜色の旅立ち」－無観客ライブ & 特典会－ 配信イベント!!」場所：Space emo
無観客ライブ(無料)とネットサイン会の模様を配信
- 7月20日・27日、8月11日・28日、9月13日・19日・23日・29日、10月26日「EUPHORIA 4th Single「本気でアイラブユー」-無観客ライブ＆特典会-配信イベント!!」場所：Space emo
無観客ライブ(無料)と特典会の模様を配信
9月13日、2部に翔咲心生誕祭
- 10月4日「EUPHORIA 4th Single「本気でアイラブユー」-無観客ライブ＆特典会-配信イベント!!」場所：ソフマップ LIVE(LINE LIVE)
2回公演
- 12月1日・8日・15日・22日・25日・29日「EUPHORIA 5th Single「Be my lover」発売記念!-無観客ライブ＆特典会-配信イベント!!」場所：Space emo
無観客ライブ(無料)と特典会の模様を配信、12月1日「Be my lover」初披露
25日はクリスマスイベント開催

2021年
- 1月2日「NewYear Premium Party 2021」場所：Zepp DiverCity
Thumva視聴限定のVTR出演、NewYear Stage(Zepp DiverCity)　から配信
- 1月13日・18日・26日・31日・2月4日・9日・16日・17日・20日「EUPHORIA 5th Single「Be my lover」発売記念!-無観客ライブ＆特典会-配信イベント!!」場所：Space emo
2月4日は碧井湊都生誕祭
20日は2回公演
- 2月21日「EUPHORIA 5th Single「Be my lover」発売記念!-無観客ライブ＆特典会-配信イベント!!」場所：ソフマップ LIVE(LINE LIVE)
2回公演
- 2月27日・3月5日・9日・15日・23日・29日「EUPHORIA 5th Single「Be my lover」発売記念・アンコール!-無観客ライブ＆特典会-配信イベント!!」場所：Space emo
27日は2回公演
- 5月25日・5月31日・6月4日・7日・14日・24日・28日「EUPHORIA First Albumリリースイベント 無観客ライブ＆特典会-！！」場所：Space emo
- 6月26日「EUPHORIA First Albumリリースイベント 無観客ライブ＆特典会-！！」場所：エンタバアキバ by SHINSEIDO(YouTube)
- 7月5日・9日「EUPHORIA First Albumリリースイベント 無観客ライブ＆特典会-！！」場所：Space emo(YouTube)
- 7月13日・17日・26日・8月6日・20日「EUPHORIA First Albumリリースイベント＆特典会-！！」場所：Space emo(YouTube)
7月13日は海憧乙綺生誕祭
8月6日はdreamBoatのYouTubeチャンネルにおいて、第3回戦「 指スマゲーム 」で敗者となった雫月Leeが罰ゲームで前座に登場。前座の模様はdreamBoatのYouTubeチャンネルで配信。
- 7月18日「MUSIC & TALK EVENT」場所：池袋マルイ(YouTube)
- 8月24日「EUPHORIA 1stアルバム 発売記念イベント」場所：エンタバアキバ by SHINSEIDO(YouTube)
- 9月5日・19日・21日・10月2日・23日・27日・30日「EUPHORIA First Albumリリースイベント アンコール！＋特典会-！！」場所：Space emo(YouTube)
5日と19日、10月2日、23日、30日は2回公演
19日の2部は翔咲心生誕祭
- 9月10日「EUPHORIA First Albumリリースイベント！振替公演！！」場所：Space emo(YouTube)
7月22日実施予定だったイベントの振替公演
- 9月26日・10月3日「EUPHORIA First Albumリリースイベント！」場所：エンタバアキバ by SHINSEIDO(YouTube)

## 出演

### テレビ
- 2019年8月3日・10日「きらめけ！デンパッパ」（詩織叶逢・海憧乙綺・翔咲心） Kawaiian TV
- 2019年8月9日・16日「バズリズム02」 日本テレビ
- 2019年8月25日「HOT WAVE」 （詩織叶逢・海憧乙綺・翔咲心）テレビ埼玉
- 2019年9月1日「COUNT DOWN TV」 TBS
- 2019年9月3日「musicる TV」 テレビ朝日
- 2019年12月13日「バズリズム02」 日本テレビ
- 2020年1月7日「関内デビル」 テレビ神奈川
- 2020年1月13日「AIR」 長崎国際テレビ
- 2020年1月19日「HOT WAVE」 テレビ埼玉
- 2020年2月7日「月〜金お昼のソングショー ひるソン!」 テレビ東京
- 2020年4月9日「JUNK BOX」 長崎文化放送
- 2020年4月27日「関ジャム 完全燃SHOW」 テレビ朝日
- 2020年8月19日・9月2日「MIRAI系アイドルTV」 TOKYO MX
- 2020年8月29日「開運音楽堂」 TBS
- 2020年10月1日「Tune」 フジテレビ
- 2021年1月22日・29日「バズリズム02」 日本テレビ
- 2021年2月14日「Love music」 フジテレビ
- 2021年2月15日・16日・22日・23日「ONGAX」 千葉テレビ
- 2021年2月19日「関内デビルの泉」 テレビ神奈川
- 2021年2月25日「Tune」 フジテレビ
- 2021年2月26日 - 3月11日「New Order」 ミュージック・ジャパンTV
- 2021年8月22日「Love music」 フジテレビ
- 2021年8月23日「AIR」 長崎国際テレビ
- 2021年8月26日「Tune」 フジテレビ
- 2021年8月29日「ミュージックウルフTV」 長崎放送
- 2021年8月29日「SOLD OUT」 大分朝日放送
- 2021年9月2日「けいじばん」 テレビ大分
- 2021年9月7日「音いたち」 関西テレビ
- 2021年9月17日「TACTYSTATION」 J:COMチャンネル

### ラジオ
- GIRLS GIRLS GIRLS『dreamBoat 「男装パラダイス〜だんぱら〜」』（FM FUJI、2019年5月13日 - ）
- EUPHORIAのWrap Up Radio（JFN PARK、2019年8月7日 - 2019年9月4日） - 計5回の放送。
- dreamBoatのラジオボート (ニッポン放送ほか、2019年10月4日 - 2020年3月13日)
- dreamBoatのオールナイトニッポンGOLD（ニッポン放送、2019年11月8日） - 詩織叶逢、海憧乙綺

### ネット配信
- EUPHORIA（ゆーふぉりあ）の秘密基地 - ウェイバックマシン（2019年8月4日アーカイブ分）（SHOWROOM、2019年8月1日 - 2021年11月4日） ※隔週木曜の20:00から配信。